# Centaurea antalyensis
Centaurea antalyensis là một loài thực vật có hoa trong họ Cúc. Loài này được H.Duman & A.Duran mô tả khoa học đầu tiên năm 2002.